# 쏜다
"쏜다"(영어: Big Bang)는 박정우 감독의 제작하에, 2007년 3월 14일에 개봉한 대한민국의 영화 작품이다.

## 캐스팅
- 감우성 : 박만수 역
- 김수로 : 양철곤 역
- 강성진 : 마동철 역
- 장항선 : 심평섭 역
- 김영옥 : 강릉댁(철곤 모) 역
- 문정희 : 한경선 역
- 조덕현 : 김만철 과장 역
- 이정헌 : 서태훈 역
- 김혁 : 심태용 역
- 임승대 : 고급 승용차 사내 역
- 전국환 : 박남은(만수) 부 역
- 최정우 : 형사과장 역
- 박진택 : 박보삼(박 경장) 역
- 김세동 : 김석돈(김 경사) 역
- 구본웅 : 재소자 역
- 황태광 : 형사 1 역
- 정윤민 : 형사 2 역
- 이종구 : 평섭 의사 역
- 박건우(박건태) : 초등학생 시절 만수 역
- 이미소 : 룸 아가씨 1 역
- 이용직 : 룸살롱 경찰 1 역
- 박혁민 : 공수부대원 1 역